# Карл Блеген
Карл Уилям Блеген е американски археолог, работил при разкопките на Пилос в Гърция и Троя в съвременна Турция – той ръководи разкопките на университета в Синсинати на могилата Хисарлък, мястото на Троя, от 1932 до 1938 г. 

## Детство и образование
Блеген е роден в Минеаполис, Минесота, най-голямото от шест деца, родени от Анна Реджин (1854 – 1925) и Джон Х. Блеген (1851 – 1928), и двамата емигрирали от Лилехамер, Норвегия . Неговият по-малък брат е известният историк Теодор К. Блеген . Баща му е бил професор в Аугсбургския колеж в Минеаполис повече от 30 години и е играл важна роля в Норвежката лутеранска църква в Америка . Блеген получава бакалавърската си степен от Университета на Минесота през 1904 г. и започва следдипломно обучение в Йейлския университет през 1907 г. 

## Кариера
В Гърция той е сътрудник в Американското училище за класически изследвания в Атина (1911 – 1913), през което време работи върху разкопки в Локрида, Коринт и Кораку. По време на Първата световна война Блеген участва в хуманитарна дейност в България и Македония, като получава Ордена на спасителите от Гърция през 1919 г. След войната защитава докторска степен. в Йейл (1920). След това е помощник-директор на Американското училище за класически изследвания в Атина (1920 – 26) – по време на мандата си извършва разкопки в Зигурий, Флиус, Просимна и Химетос . През 1927 г. Блеген се присъединява към преподавателите в университета в Синсинати . Блеген е професор по класическа археология в университета в Синсинати от 1927 до 1957 г. Неговите разкопки в Троя са извършени между 1932 и 1938 г., последвани от тези в двореца на Нестор в Пилос, Гърция през 1939 г. (разкопките са възобновени 1952 – 1966 г.). Много от находките от тези разкопки се съхраняват в Археологическия музей на Хора . Блеген се пенсионира през 1957 г.
Получава почетни степени от университета в Осло и университета в Солун през 1951 г.; почетен D.Litt. от Оксфордския университет през 1957 г. и почетен LL. Д. от университета в Синсинати през 1958 г. Допълнителни почетни степени идват през 1963 г.: Litt. Д. от Кеймбридж и други от Атинския университет, колежа Hebrew Union, Еврейския институт по религия в Йерусалим . През 1965 г. Блеген става първият носител на Златния медал на Археологическия институт на Америка за археологически постижения. 
Библиотеката „Карл Блеген“ се намира в кампуса на университета в Синсинати. Библиотеката е подготвила изложба, наречена Discovering Carl Blegen, която включва изображения от големите кампании на Blegen в Троя и Пилос, както и неговата работа и живот. Библиотеката „Блеген“ в Американското училище за класически изследвания в Атина също носи името на Карл Блеген. Blegen Hall в Университета на Минесота Twin City Campus е кръстен на неговия брат Теодор К. Блеген .  

## Личен живот
През 1923 г. Блеген предлага брак на Елизабет Дени Пиърс (1888 – 1966), с която се запознава в Американското училище за класически изследвания в Атина. Първоначално Пиърс приема, но след това прекратява годежа, тъй като не иска да загуби дългогодишната си приятелска връзка с Ида Талон, нейна учителка. Като решение Блеген, Пиърс и Бърт Ходж Хил (който изглежда е имал безответни романтични чувства към Блеген) предлагат двете двойки да се оженят едновременно и четиримата да живеят заедно, формирайки сложни, взаимно преплетени лични и професионални отношения. Талон се съгласява при условие, че тя и Елизабет Пиърс ще продължат да пътуват и ще прекарват времето си далеч от съпрузите си. Така двете двойки се оженват и заживяват заедно в Атина през 1924 г. във връзка, която наричат „Семейството“, "Квартетът“ и „Pro Par“ (съкратено от „Професионално партньорство“).  
Карл Блеген, останал вдовец след смъртта на съпругата си през 1966 г., умира в Атина, Гърция на 24 август 1971 г. на 84-годишна възраст. Погребан е в протестантския ъгъл на Първото гробище на Атина, заедно с Елизабет Пиърс Блеген. Гробовете на Ида Талон и Бърт Ходж Хил също се намират там. Карл У. Блеген завещава голяма колекция от свои документи на Американското училище за класически изследвания в Атина.  